# La Rochepot
La Rochepot är en kommun i departementet Côte-d'Or i regionen Bourgogne-Franche-Comté i östra Frankrike. Kommunen ligger i kantonen Nolay som tillhör arrondissementet Beaune. År 2022 hade La Rochepot 281 invånare.

## Befolkningsutveckling
Antalet invånare i kommunen La Rochepot
Referens:INSEE

## Galleri

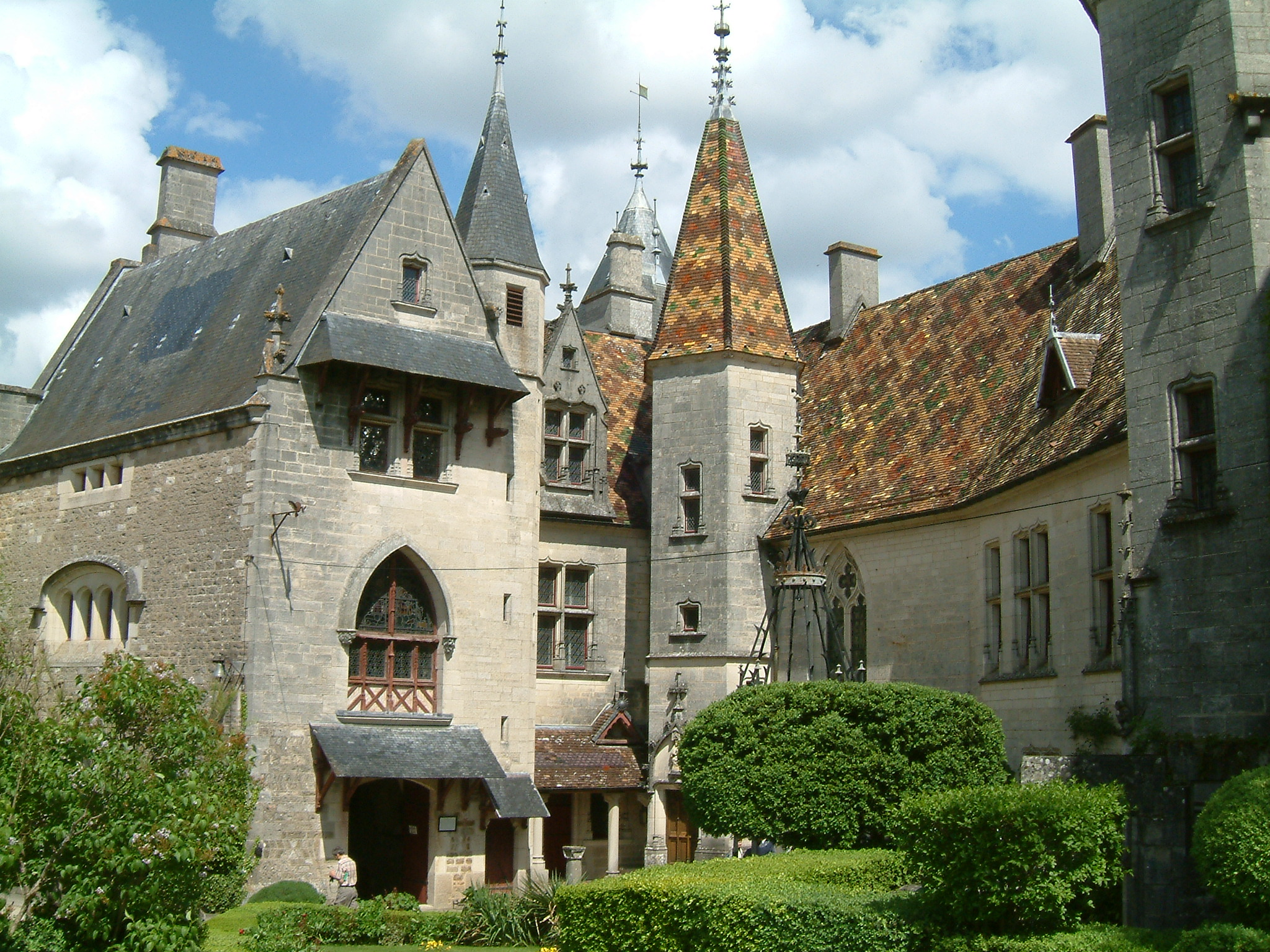
Château de la Rochepot
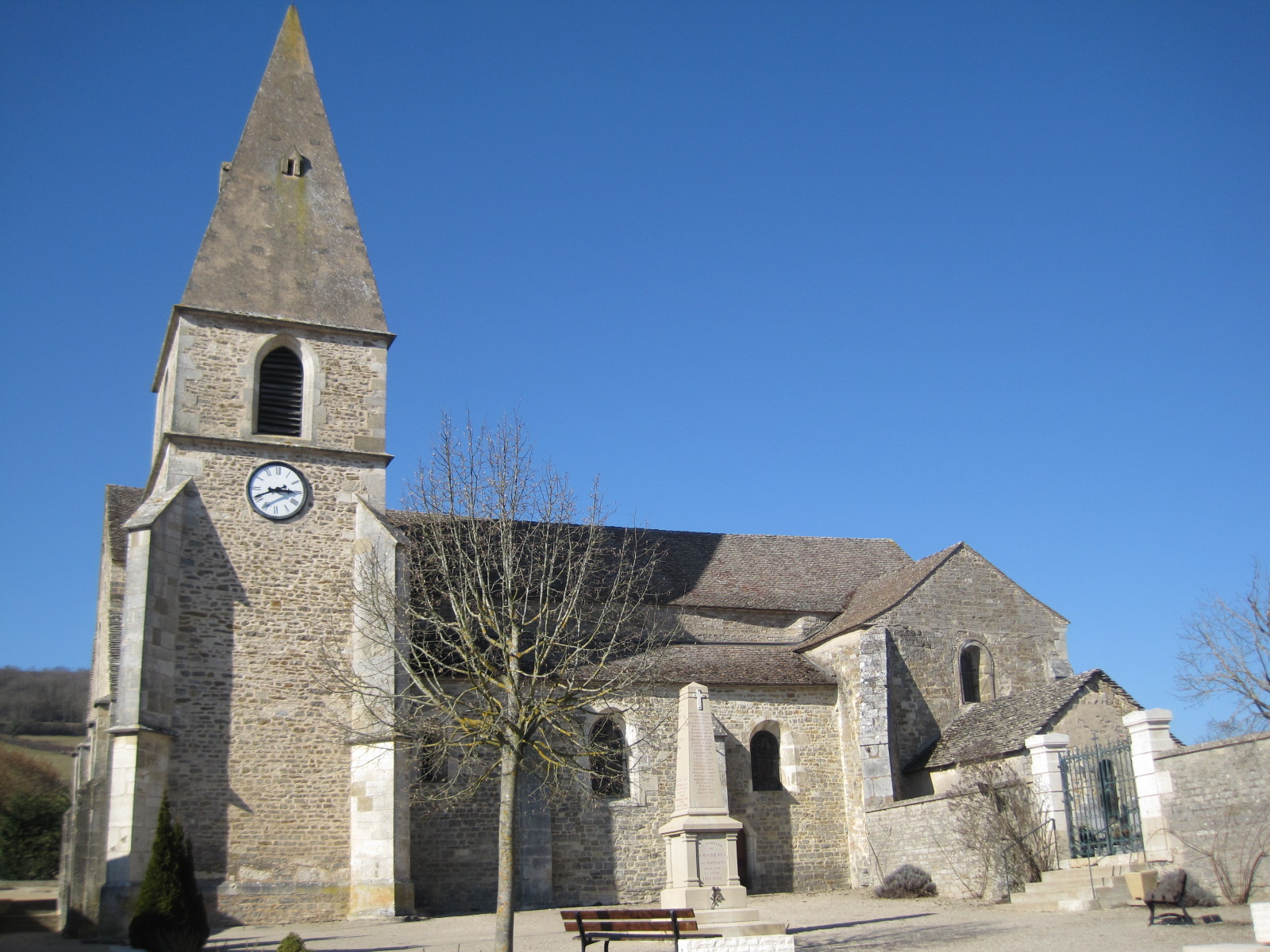
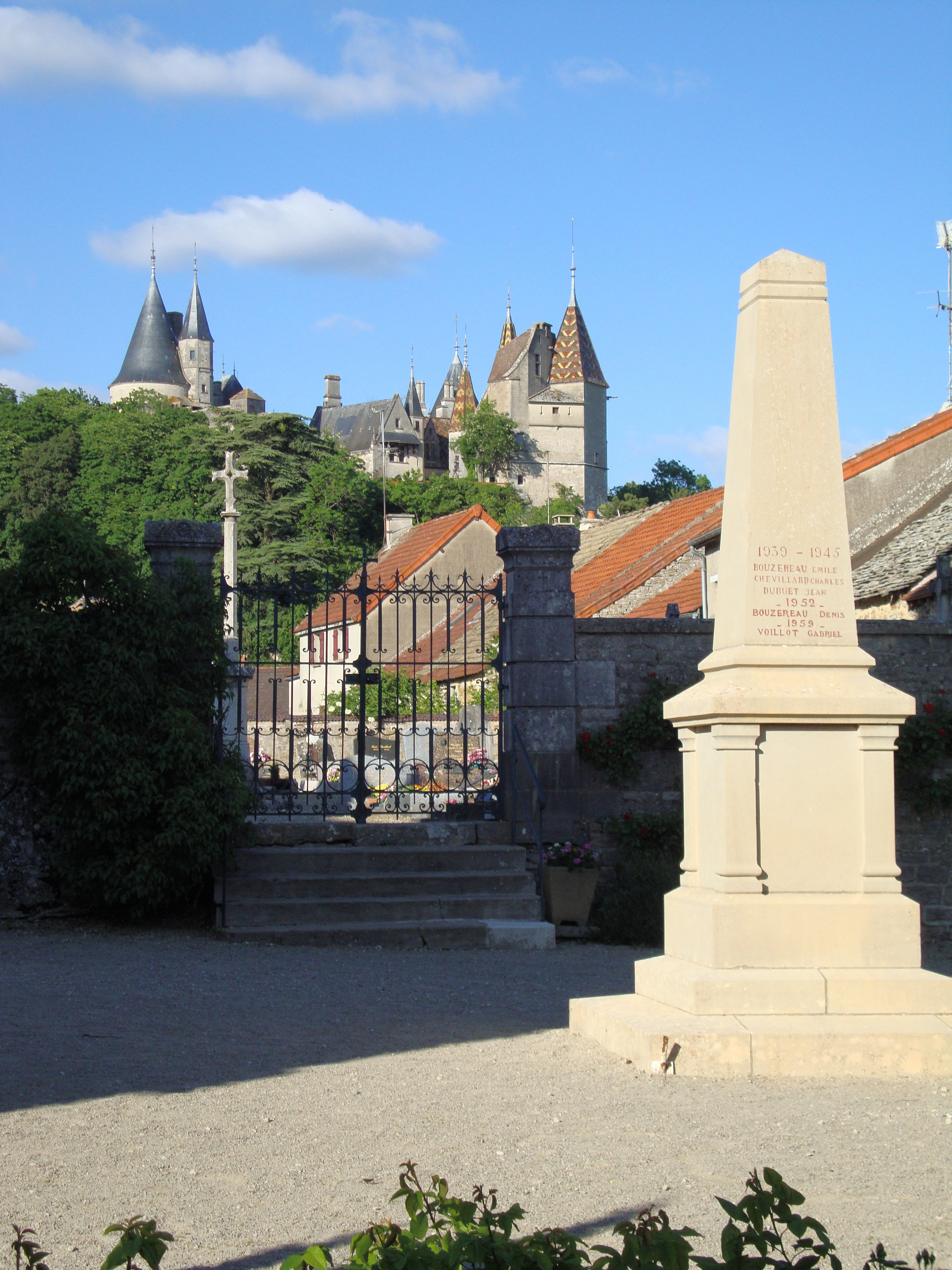
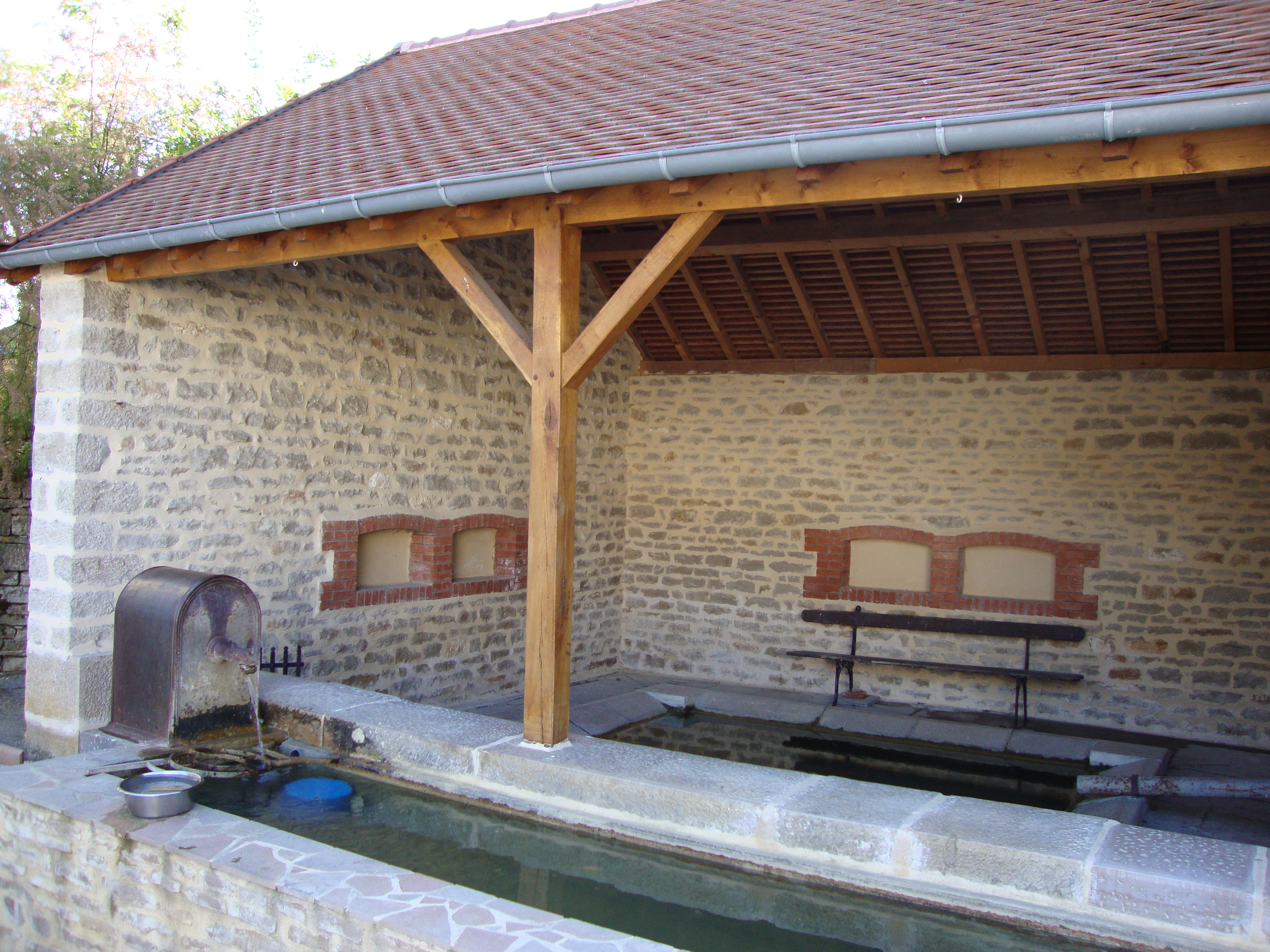
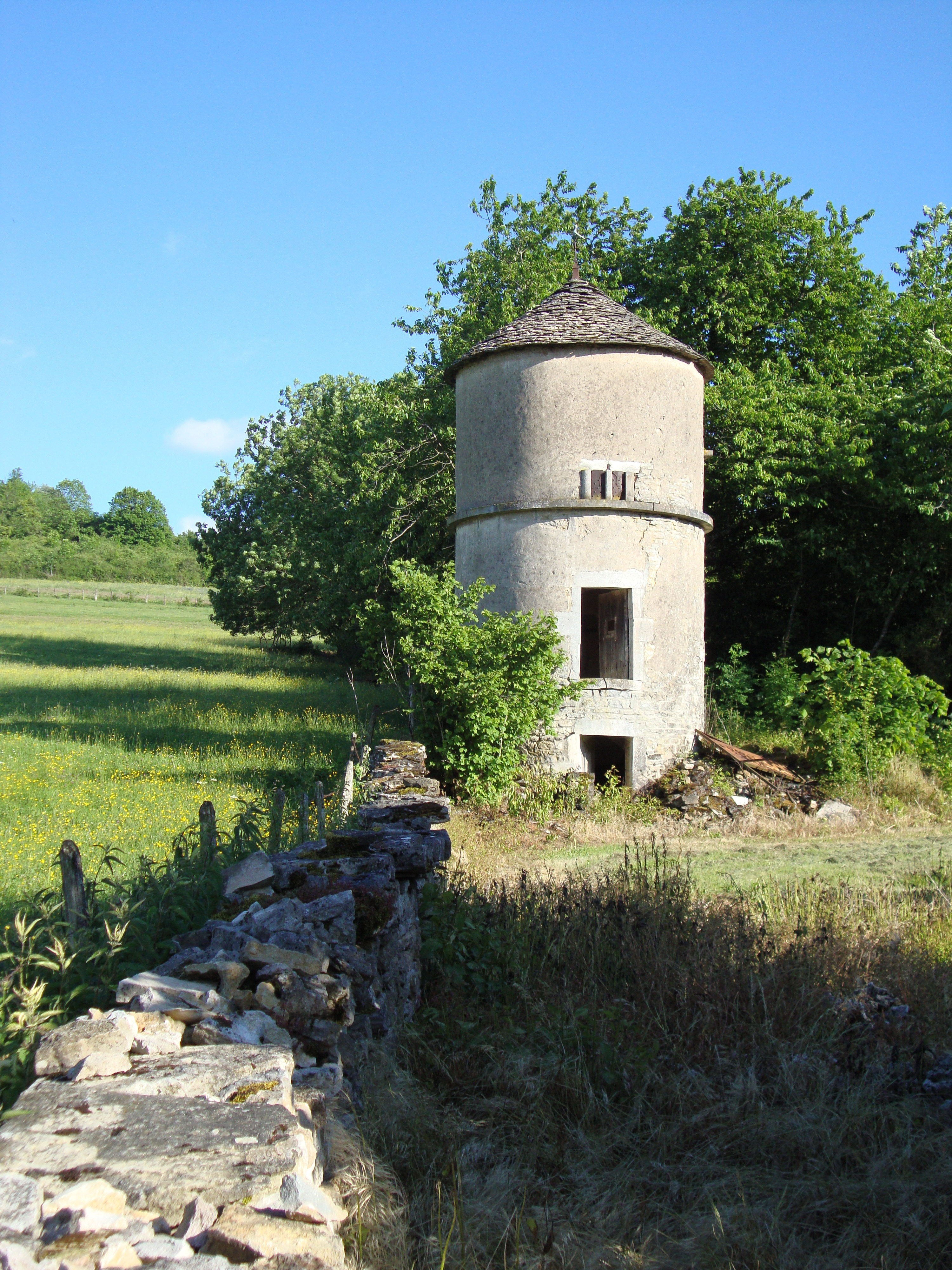
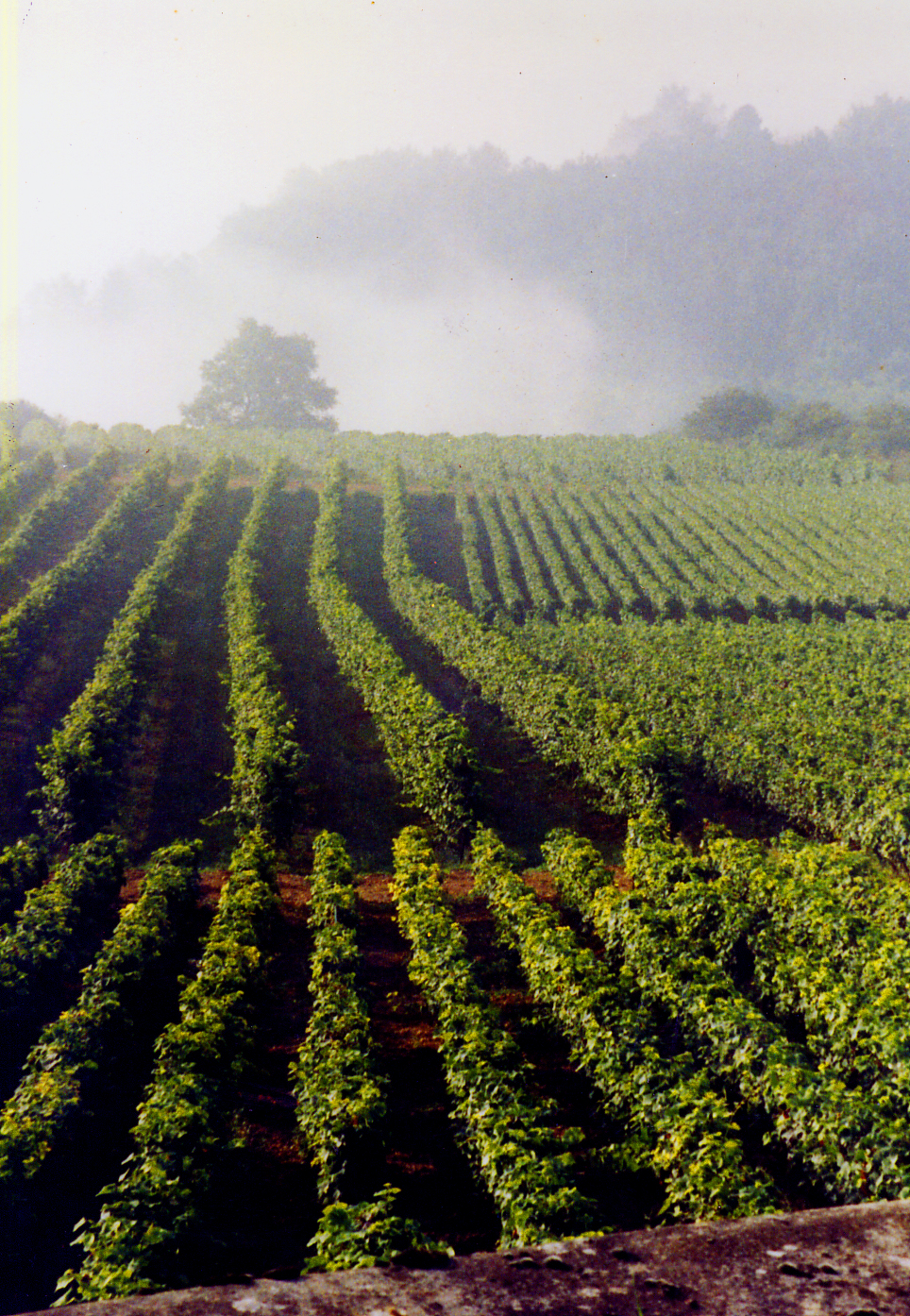